# Bálint Hóman
Bálint Hóman (29 de diciembre de 1885, Budapest – 2 de junio de 1951, Vác) historiador húngaro, profesor universitario, político cultural, miembro de la Academia de Ciencias de Hungría (corresponsal 1918, regular 1929, director 1933–1945). Hóman es considerado uno de los medievalistas más significativos de la historia húngara, que produjo obras de valioso contenido que siguen siendo tomadas como base de estudios e investigaciones en muchos países del mundo en la actualidad.

## Carrera política
En la década de 1930 se introdujo en la vida política húngara adoptando una postura amistosa con respecto a los alemanes. Desde el 2 de octubre de 1932 hasta el 13 de mayo de 1938 fue ministro de educación en los gobiernos de Gyula Gömbös y Kálmán Darányi, y luego entre el 16 de febrero de 1939 y el 3 de julio de 1942 en el gobierno del conde Pál Teleki, László Bárdossy y Miklós Kállay. A partir de enero de 1938 fue subdirector del Partido de Unidad Nacional hasta la transformación de ese al Partido de la Vida Húngara.
Se opuso fervientemente a las negociaciones de paz con los aliados de la Segunda Guerra Mundial en 1943 y más tarde tomó parte durante la ocupación Nazi en Hungría en marzo de 1944 y en la toma del poder de Ferenc Szálasi, ejerciendo funciones públicas legislativas. A finales de 1944 se retiró junto a Szálasi hacia la región ultra-Danubica y pronto cayó como prisionero de los norteamericanos, de donde fue llevado ante las nuevas autoridades húngaras comunistas en 1945. En 1946 fue juzgado como criminal de guerra por un tribunal popular y condenado a ser encarcelado de por vida. Fue llevado a la cárcel de Vác, donde sufrió maltratos de diverso tipo. Según las crónicas, quien fue un hombre de buena condición física, en un rápido tiempo perdió cerca de 60 kilogramos. Murió el 2 de junio de 1951 en su encierro.

## Actuaciones como historiador
Hóman centró sus investigaciones en la historia medieval húngara. Elaboró numerosas obras en conjunto con su colega y amigo Gyula Szekfű quien se especializaba en historia húngara moderna (siglo XVI al siglo XVIII). Entre 1943 y 1944 Hóman escribió su obra La gente prehistórica - los antiguos húngaros (en húngaro: Ősemberek – Ősmagyarok) donde inició la posterior ola de investigaciones que muchos otros historiadores como Jenő Fehér y otros condujeron aseverando que los antiguos húngaros y su idioma descienden de la civilización sumeria.

## Obras

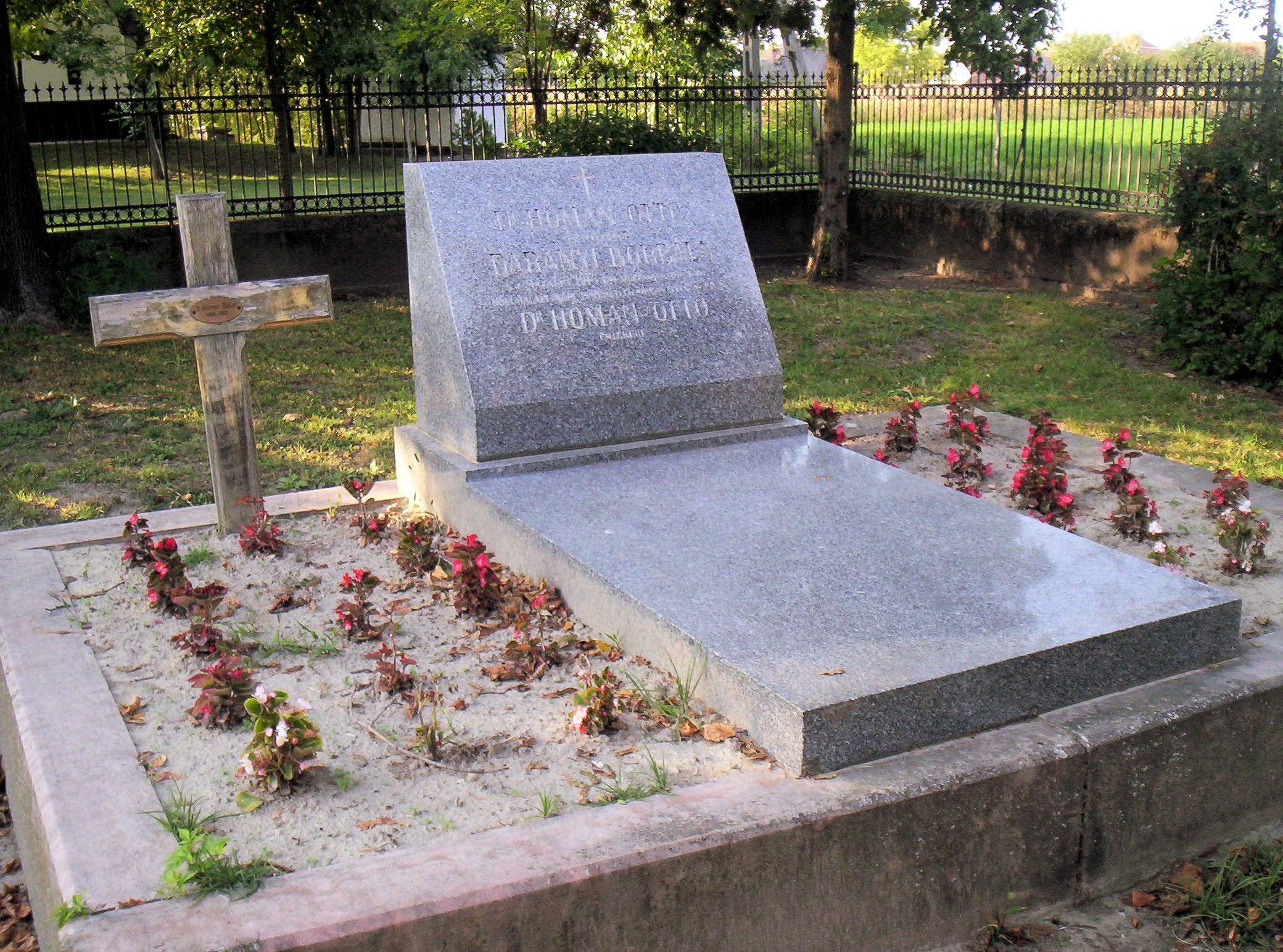
Tumba de Bálint Hóman en el asentamiento de Tass

- Las ciudades húngaras en la época de los monarcas de la Casa de Árpad. A magyar városok az Árpádok korában (Budapest, 1908)
- La historia del dinero húngaro 1000-1325. Magyar pénztörténet 1000–1325 (Budapest, 1916)
- Los Asuntos económicos del Reino húngaro y la política económica de Carlos I Roberto de Hungría. A magyar királyság pénzügyei és gazdaságpolitikája Károly Róbert korában (Budapest, 1921)
- La Gesta Ungarorum de la época de San Ladislao I de Hungría y sus sucesores del Siglo XII y XIII. A Szent László-kori Gesta Ungarorum és a XII–XIII. századi leszármazói (Budapest, 1925)
- La Tradición huna de los húngaros y la leyenda húnica. A magyar hun hagyomány és hun monda (Budapest, 1925)
- La historia de la búsqueda y la crítica de fuentes. A forráskutatás és forráskritika története (Budapest, 1925)
- La Historia Húngara (hasta 1458, la continuación la escribió su colega Gyula Szekfű). Magyar történet (1458-ig, a továbbiakat Szekfű Gyula írta; Budapest, é. n. )
- La Historial Universal. Egyetemes történet (I–IV. Szerk.: H. B., Szekfű Gyula, Kerényi Károly; Budapest, 1935–1937)
- La gente prehistórica - los antiguos húngaros. Ősemberek – Ősmagyarok (Atlanta, 1985)
- El camino de la historia. Selección de Estudios. A történelem útja. Válogatott tanulmányok (Vál.: Buza János; Budapest, 2002)